# Côte-d'Or
Côte-d'Or là một tỉnh của Pháp, thuộc vùng hành chính Bourgogne-Franche-Comté, tỉnh lỵ Dijon, bao gồm 3 quận với các quận lỵ còn lại là: Beaune, Montbard.

## Lịch sử
Côte-d'Or là một trong 83 ban đầu được tạo ra trong cuộc Cách mạng Pháp ngày 4 tháng 3 năm 1790. Nó được hình thành từ một phần của tỉnh Bourgogne cũ.

## Địa lý
Bộ này nằm trong khu vực hiện tại của Bourgogne-Franche-Comté. Nó được bao quanh bởi các phòng ban của Yonne, Nièvre, Saône-et-Loire, Jura, Aube, và Haute-Marne.
Một dãy đồi được gọi là Cao nguyên de Langres chạy từ phía đông bắc đến nam-tây qua khu vực phía bắc Dijon và tiếp tục về phía nam-tây như dốc cao Côte d'Or, lấy tên của nó từ tên của bộ. Đây là dốc phía Nam-đông của sườn đồi này là khu vực của các vườn nho Burgundy nổi tiếng. Phía tây của Cao nguyên de Langres, về phía Champagne, nằm trong quận Châtillonais có mật độ dày đặc. Ở phía đông nam của cao nguyên và cao vách, bộ phận nằm trong thung lũng đáy phẳng ở giữa của Saône.